# 勒·柯布西耶广场
勒·柯布西耶广场（法語：Place Le Corbusier）是巴黎的一个三角形广场，位于巴黎第六区和巴黎第七区交界处，拉斯帕伊大道、塞夫勒路和巴比伦路三条道路交汇于此。

## 交通
勒·柯布西耶广场附近的地铁站是塞夫尔-巴比伦站（10、12号线）。

## 名称
勒·柯布西耶广场得名于瑞士建筑师勒·柯布西耶 (1887-1965) ，他在这一带开业多年，如塞夫尔路35号。

## 历史
勒·柯布西耶广场命名于1988年12月22日。

## 建筑
- 布西科广场（Square Boucicaut）与盧特西亞酒店